# (410619) Fabry
(410619) Fabry est un astéroïde de la ceinture principale.

## Description
(410619) Fabry est un astéroïde de la ceinture principale. Il fut découvert le 2 août 2008 à Eygalayes par Patrick Sogorb. Il présente une orbite caractérisée par un demi-grand axe de 3,17 UA, une excentricité de 0,23 et une inclinaison de 17,1° par rapport à l'écliptique.
Il est nommé d'après Charles Fabry, physicien français né à Marseille le 11 juin 1867 et mort à Paris le 11 décembre 1945, dont l'œuvre est presque exclusivement consacrée à l'optique, en particulier à l'interférométrie, la spectroscopie et la photométrie.